# Crédit foncier d'Algérie et de Tunisie
La Crédit foncier d'Algérie et de Tunisie (CFAT) est une ancienne banque fondée en 1880.

## Historique
Le Crédit foncier de France créé une filiale en Algérie en 1880, le Crédit foncier et agricole d'Algérie. Elle étend ses activités à la Tunisie en 1909, absorbant le Crédit foncier de Tunisie et prenant l'appellation de Crédit foncier d'Algérie et de Tunisie, puis au Maroc en 1913.
Elle prend le nom de Société centrale de banque (CFAT).
Alors principale banque de dépôt en Algérie, son activité dans ce pays est cédée à la Banque nationale d'Algérie en 1966. Celles tunisiennes sont reprisent dans ce qui devient Amen Bank.

## Dirigeants
- 1902-1937 : André Lebon
- 1937-1944 : Xavier Loisy